# Comuna Zabriddea, Cerneahiv
Zabriddea (în ucraineană Забрідська сільська рада) este o comună în raionul Cerneahiv, regiunea Jîtomîr, Ucraina, formată din satele Șceniiv și Zabriddea (reședința).

## Demografie
Componența lingvistică a comunei Zabriddea
     Ucraineană (99,54%)
     Alte limbi (0,46%)
Conform recensământului din 2001, majoritatea populației comunei Zabriddea era vorbitoare de ucraineană (99,54%), existând în minoritate și vorbitori de alte limbi.